# Fischer-Tropschbrandstoffen

Processchema

Fischer-Tropschbrandstoffen of synthetische brandstoffen vormen een mogelijk alternatief voor aardolie. In de jaren '20 van de 20e eeuw ontwikkelden de Duitse geleerden Fischer en Tropsch een proces om syngas, een mengsel van koolstofmonoxide (CO) en waterstof (H2), om te zetten in vloeibare brandstof. Hiervoor gebruikten zij een katalysator op basis van ijzer. Het eindproduct bestond voor driekwart uit steenkooldiesel. Het overgebleven deel bestond vooral uit nafta waaruit synthetische  benzine vervaardigd kan worden en een kleine hoeveelheid lpg.

## Het proces
Door een koolstofhoudende brandstof, zoals kolen, zuurstofarm te verbranden (partiële oxidatie) ontstaat  er koolmonoxide. Als men tijdens dit proces stoom toevoegt en het gas langs een katalysator leidt en daarna het eindproduct zuivert, dan ontstaat er uit het gasmengsel van koolmonoxide en waterstof synthesegas, ook wel  syngas genaamd. Dit proces wordt ook wel reforming genoemd.
Uit syngas kunnen synthetische koolwaterstoffen gemaakt worden die de basis vormen van  steenkooldiesel en andere producten. Onderzocht wordt, in hoever het mogelijk is om uit water (H2O) en CO2 met behulp van zonne-energie brandstof te maken met behulp van de Fischer-Tropsch methode.

## Geschiedenis
Nazi-Duitsland paste dit proces op grote schaal toe tijdens de Tweede Wereldoorlog: 6,5 miljoen ton in 1944. Daarna was het Zuid-Afrikaanse apartheidsregime de belangrijkste producent van Fischer-Tropschbrandstoffen. Na de oliecrisis van 1973 was er in de industrielanden veel interesse maar dit viel enigszins stil in de jaren tachtig. Begin jaren negentig werd aangevangen met de commerciële productie van Fischer-Tropschbrandstoffen uit aardgas vooral met het doel  om schonere diesel te produceren.

## Huidige stand

### Steenkool (Coal-to-Liquids of CTL)
De Zuid-Afrikaanse maatschappij SASOL is met 160.000 vaten per dag nog veruit de grootste producent. Geplande projecten, met China aan kop, kunnen binnen enkele jaren meer dan één miljoen vaten per dag leveren. Ter vergelijking: de aardolieproductie bedraagt ongeveer 85 miljoen vaten per dag.
Voor het proces zijn temperaturen van 1.200 tot 1.400 °C en hoge drukken nodig. Door het hierbij horende grote energieverbruik tijdens de productie veroorzaken CTL-brandstoffen beduidend meer broeikasgassen dan conventionele olieproducten. Ook is het proces energetisch gezien niet erg rendabel omdat onnoemelijke hoeveelheden warmte gewoon worden geloosd door gebrek aan zinnige toepassingen in de nabijheid van de fabriek. 
Kostprijs van de synthetische olie wordt geschat op 20-40 USD per vat.

### Aardgas (Gas-to-Liquids of GTL)

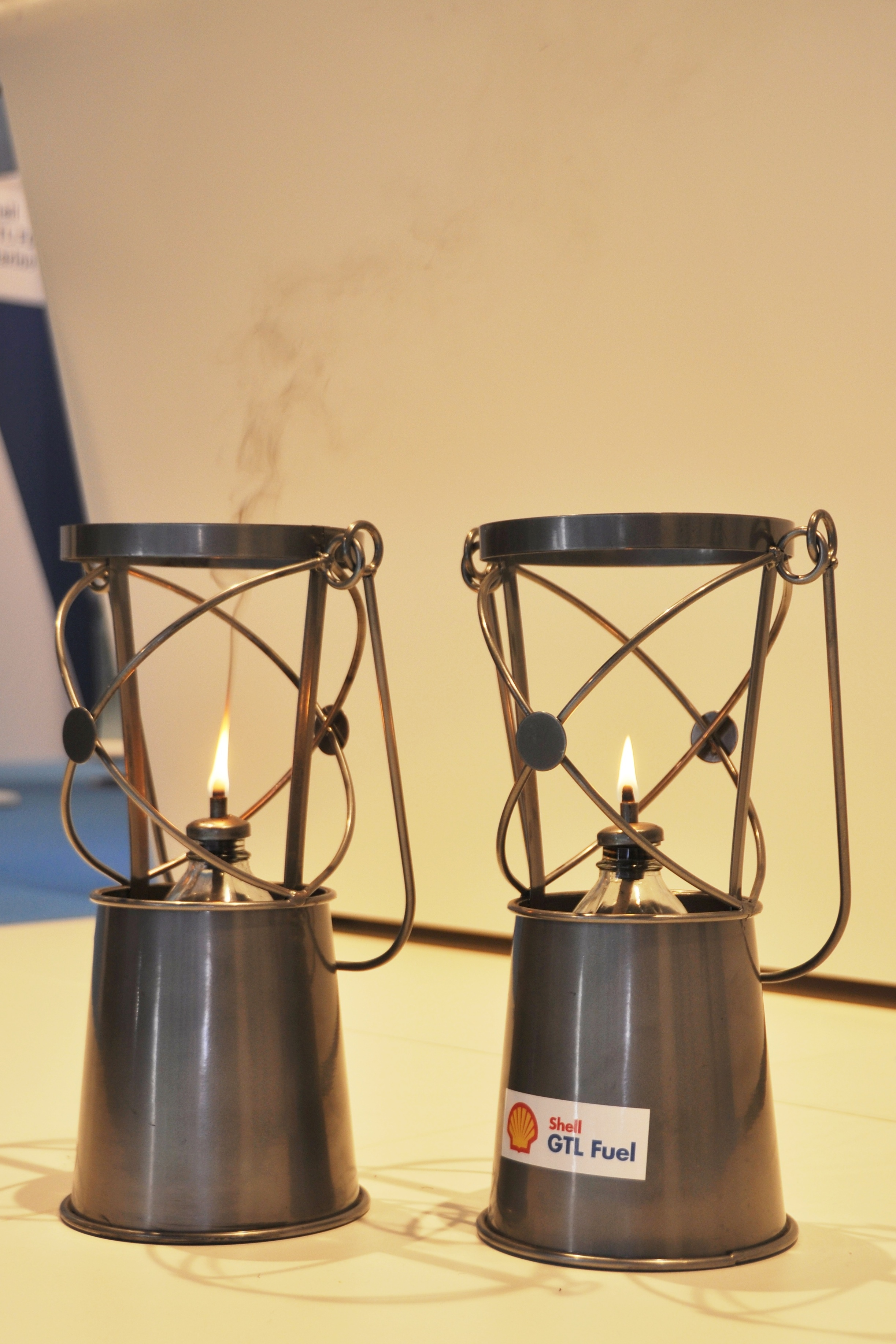
Verschil in roet
Gasolie en GTL

Installaties in Maleisië (Bintulu) en Zuid-Afrika produceren momenteel  50.000 vaten per dag. In Qatar worden sinds juni 2006 34.000 vaten per dag geproduceerd. In 2012 heeft Shell in Qatar de grootste GTL fabriek ter wereld, Pearl GTL, geopend. Deze produceert 140.000 vaten GTL en 120.000 vaten andere vloeibare brandstoffen per dag uit aardgas. Pearl GTL is een joint venture tussen Royal Dutch Shell en Qatar Petroleum, het staatsolie- en gasbedrijf van Qatar. Shell investeerde ca. € 14 miljard in deze fabriek. De operationele kosten om aardgas om te zetten in vloeistof liggen tussen de zes en zeven dollar per vat volgens Shell. De GTL-producten worden gebruikt in kerosine voor vliegtuigen, diesel voor trucks, motorolie en andere smeermiddelen, chemicaliën en wasmiddelen.
Aardgas kan ook zonder wijziging als motorbrandstof gebruikt worden. Het energieverbruik bij de productie van GTL moet dan afgewogen worden tegen het energieverbruik bij het transport van aardgas, en de kosten van aardgasinstallaties in voertuigen. Het Fischer-Tropsch procedé is interessant voor kleine aardgasreserves, waar de kosten van pijpleidingen te hoog zijn. Het blijft echter een proces dat veel broeikasgas veroorzaakt.

### Biomassa (biomass-to-liquids of BTL)
In Duitsland loopt momenteel  een project voor 10.000 vaten per dag.
Ten opzichte van klassieke biobrandstoffen als biodiesel of ethanol haalt dit procedé een hogere opbrengst en laat een grotere keuze aan gewassen toe.

## Verwante technologieën
- Bergius-procedé: hierbij wordt steenkool omgezet in vloeibare brandstof met toevoeging van waterstof. Is alleen geschikt voor bruinkool en jonge steenkool.
- Karrick-procedé: distillatie van teer uit steenkool door verhitting tot 750 °C. De teer wordt verwerkt tot lichtere brandstoffen.
- DME-synthese: hierbij is het eindproduct DME (dimethylether), een gas dat uitstekend geschikt is voor dieselmotoren. Nog geen grootschalige toepassing. In China is in 2006 begonnen met de bouw van een fabriek met een capaciteit van 3 miljoen ton per jaar.
- Methanol-synthese: de productie van methanol uit aardgas overtreft die van Fischer-Tropsch brandstoffen. Voordelen als brandstof: hoog octaangetal, zuivere verbranding. Nadelen: methanol is corrosief en giftig. Het wordt wel op grote schaal gebruikt voor de productie van het klopwerende additief MTBE.
- Voor biomassa bestaan er een aantal alternatieven: Zie het artikel over biobrandstof.